# Драммонд, Андре
Андре Джамал Драммонд (англ. Andre Jamal Drummond; род. 10 августа 1993, Маунт-Вернон, штат Нью-Йорк, США) — американский баскетболист, игрок клуба НБА «Филадельфия Севенти Сиксерс». Имея рост 211 см, Драммонд играет на позиции центрового, является одним из лучших действующих баскетболистов в игре на подборах. До начала профессиональной карьеры Андре был звездой школьного баскетбола в Коннектикуте, по два года провёл в школе Кэпитал из Хартфорда и школе Святого Томаса Мора из Окдейла, а затем один год выступал за студенческую команду Коннектикутского университета «Коннектикут Хаскис».
На драфте НБА 2012 года Драммонд был выбран под девятым номером клубом «Детройт Пистонс». По итогам своего первого сезона в НБА он был включён во вторую символическую сборную новичков НБА. В 2014 году Драммонд был признан самым ценным игроком Матча новичков НБА. В 2016 году он участвовал в матче всех звёзд НБА и был по итогам сезона 2015/2016 включён в третью сборную всех звёзд НБА; вторично принял участие в матче всех звёзд НБА в 2019 году. Многократный лидер регулярных сезонов НБА по количеству подборов за игру. В составе американской баскетбольной сборной Драммонд стал чемпионом мира в 2014 году.

## Карьера

### Ранние годы
Андре Драммонд родился 10 августа 1993 года в Маунт-Верноне, штат Нью-Йорк. Его мать, Кристин Кэмерон, иммигрировала в США с Ямайки в 1989 году, работала медсестрой. Андре рос без отца, в его воспитании принимал участие дядя Фил Сантавенер, который привил племяннику любовь к баскетболу. В семь лет Драммонд вместе с матерью и сестрой Арианой переехал в город Мидлтаун в Коннектикуте, учился в средней школе имени Вудро Вильсона.
Баскетболом Драммонд занялся в юном возрасте, уже в семь лет играл в детской команде. Он с самого детства отличался высоким ростом и в игре полагался исключительно на свои габариты, совершенно не умея при этом бросать. В двенадцать лет Андре вместе с двумя кузенами попал в баскетбольную команду Любительского спортивного союза (AAU), которую тренировали Джей Ар Харгривс и Пэт Салливан. Драммонд, который был самым высоким игроком в команде, стал прогрессировать не только в физической составляющей игры, но также развивал свою технику. В четырнадцать лет он, по мнению тренера Харгривса, уже был подающим большие надежды баскетболистом.
При поступлении в специальную подготовительную школу Кэпитал в Хартфорде в 2007 году Драммонд имел рост около двух метров и продолжал расти. Тренер школьной команды Леви Гиллеспи также видел в Андре очень перспективного игрока, особенно после того, как Драммонд сделал в одной из игр школьного чемпионата квадрупл-дабл с 27 очками, 14 блок-шотами, 16 подборами и 10 перехватами. В школьные годы Драммонд попытался совмещать занятия баскетболом с игрой в американский футбол, но не слишком преуспевал в этом виде спорта из-за плохого понимания игры. Помимо американского футбола Андре пробовал свои силы в европейском футболе, бейсболе и лакроссе, пока окончательно не сосредоточился на баскетболе. Ещё в Хартфорде на Драммонда обратил внимание тренер Джим Калхун, отметивший, что в увиденной им игре Андре был намного больше, сильнее и быстрее игроков соперника.
В 2009 году Драммонд перевёлся в подготовительную школу Святого Томаса Мора в Окдейле, находившуюся в 25 минутах езды от его дома в Хартфорде. Эта школа имела сильную баскетбольную программу, и два её выпускника, Девин Ибэнкс и Квинси Дуби, стали игроками НБА. Один год школьного чемпионата Андре вынужден был пропустить, поскольку залечивал травму ноги и занимался в это время с молодёжной школьной командой. В 2011 году Драммонд помог школьной команде под руководством Джери Куинна завершить сезон с 30 победами и 7 поражениями, а также выиграть национальный чемпионат среди подготовительных школ. Драммонд, набиравший в последнем школьном сезоне в среднем 15 очков и делавший 11 подборов и 4 блок-шота, был признан лучшим игроком штата среди школьников. Среди выпускников он занимал первое место в общенациональном рейтинге по версии ESPN и третье место в аналогичном рейтинге Rivals.com.
Интерес к Драммонду со стороны представителей университетов был огромным. Помимо Джима Калхуна из Коннектикутского университета, в свои команды Андре хотели заполучить тренеры университетов Дьюка, Джорджтауна, Луисвилла, Северной Каролины, Питтсбурга и ряда других. Семья однако наотрез отказывалась проводить встречи с тренерами и рекрутёрами. После окончания школы Святого Томаса Мора Андре объявил о своём желании поступить в академию Уилбрахама и Монсона в Массачусетсе, которая также имела статус подготовительной школы. Пропущенный год позволял Драммонду ещё один сезон провести в школьном баскетболе, и сразу после его окончания он мог, минуя колледж, выставить свою кандидатуру на драфт НБА. В ту же школу собиралась идти сестра Андре и несколько товарищей по его команде AAU, а Драммонд не хотел расставаться с семьёй и друзьями. Кроме того, в школьном баскетболе Андре доминировал над соперниками, и лишался этого преимущества в университетской команде, где ему предстояло играть с более взрослыми и опытными соперниками. Он полагал, что ещё один год в школе улучшит его шансы на драфте НБА. Однако на семейном совете мать Андре убедила его поступать в Коннектикутский университет, чтобы развиваться дальше.

### Коннектикутский университет

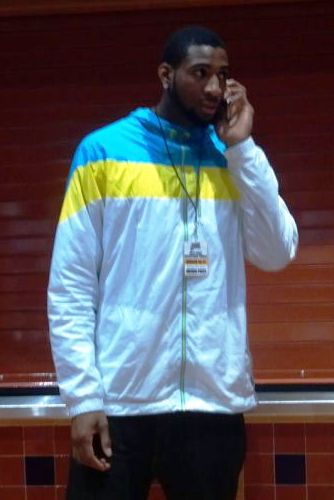
Драммонд весной 2012 года

26 августа 2011 года Драммонд объявил о своём решении пойти в Коннектикутский университет. К этому времени университет уже успел раздать десять спортивных стипендий, лишившись ещё трёх из-за нарушений правил Национальной ассоциации студенческого спорта (NCAA) и низкой академической успеваемости студентов. Вскоре от стипендии ради Драммонда отказался один из новичков, Майкл Брэдли, однако в декабре уже сам Андре отказался от предложения, взяв кредит, чтобы платить за учёбу, поскольку собирался на будущий год становиться профессионалом. Запутанная ситуация с поступлением Драммонда в университет всего за несколько дней до начала осеннего семестра и его статусом два с половиной месяца разбиралась NCAA, разрешившись в итоге в пользу Андре, что позволило ему играть за университетскую баскетбольную команду.
Драммонд сразу стал одним из ведущих игроков университетской команды «Коннектикут Хаскис», которая в новый сезон вступала в качестве действующего победителя турнира NCAA. Перед началом сезона «Хаскис» потеряли своего лидера Кембу Уокера, ставшего игроком НБА, но сохранили крепкий состав, в котором выделялись Джереми Лэмб, Шабазз Напьер и Алекс Ориахи. Кроме того, команда сохранила своего тренера, Джима Калхуна, воспитавшего немало будущих звёзд баскетбола. Познакомившись с Драммондом, Калхун нашёл странным, что Андре — обычный человек с обычной жизнью, не помешанный на баскетболе, как большинство молодых баскетболистов. По словам тренера, Драммонд просто не понимал, насколько он талантлив. Андре, в свою очередь, также высоко отзывался о Калхуне и называл своим другом.
Сезон студенческого чемпионата для Драммонда начался с перелома носа и небольшого сотрясения на одной из тренировок. Долго он не мог сыграться с парой защитников — Лэмбом и Напьером. Тренер Калхун вынужден был пропустить три игры своей команды в качестве наказания от NCAA за нарушения в вербовке новых игроков, затем ещё месяц провёл в больнице из-за проблем со спиной. Всё это сказалось на игре его команды. «Хаскис» провели в целом слабый сезон, одержав 20 побед при 14 поражениях, но с соперниками по конференции их соотношение было лишь 8 к 10. В первом же матче турнира NCAA Коннектикут бесславно проиграл команде Университета штата Айова, а Драммонд забросил лишь один раз с игры и сделал всего три подбора за 26 минут, проведённых на площадке. Средняя статистика за сезон у него была гораздо лучше: Андре провёл 34 игры, в 30 из которых выходил в стартовой пятёрке, и набирал в среднем 10 очков, 7,6 подбора и 2,7 блок-шота, а также сделал 10 дабл-даблов. По итогам сезона он был включён в символическую сборную лучших игроков конференции Биг-Ист. В апреле 2012 года, после завершения своего единственного сезона в студенческом баскетболе, Драммонд выставил свою кандидатуру на драфт НБА.

### НБА

#### Драфт
Неудачный сезон в составе «Коннектикут Хаскис» снизил перспективы Драммонда на драфте НБА. В августе 2011 года его называли потенциальным первым или вторым номером драфта, весной 2012 года оценки многих экспертов были менее оптимистичными — пятое или шестое место. Клуб «Детройт Пистонс» был изначально нацелен на выбор Драммонда, поскольку генеральный менеджер Джо Думарс рассчитывал создать команду с мощной передней линией, в которой Драммонд играл бы в паре с Грегом Монро, также молодым игроком, пришедшим в НБА за два года до этого. Однако агент Драммонда, Роб Пелинка, считал, что у Андре более высокие шансы быть выбранным до того, как «Детройт» будет выбирать под девятым номером, и потому долго отказывал клубу во встрече с игроком. Однако, когда предложения от первых восьми команд перестали поступать, Драммонд встретился с менеджерами «Пистонс» и провёл для них показательную тренировку.
В итоге 28 июня 2012 года на драфте НБА 2012 года Андре был выбран под девятым номером «Детройт Пистонс». В прессе последовали неизбежные сравнения его с другим центровым Дарко Миличичем, которого «Пистонс» взяли на драфте 2003 года под вторым номером раньше будущих звёзд НБА Кармело Энтони, Дуэйна Уэйда и Криса Боша, и который так и остался посредственным игроком с нераскрытым потенциалом. Комментируя эти сравнения, Думарс пообещал, что история с Миличичем не повторится, а Драммонду дадут возможность расти и развиваться в команде, не давя на него высокими запросами и ожиданиями.

#### Детройт Пистонс

##### Первые сезоны
Дебютный сезон в НБА Драммонд начинал запасным игроком, подменяющим на площадке Грега Монро. В среднем он получал около двадцати минут игрового времени, за которые набирал почти 7,9 очка и 7,6 подбора. Сам Андре выражал недовольство по поводу необходимости выходить на игру со скамейки запасных, хотя в целом руководство «Пистонс» характеризовало его как доброжелательного парня, который уважительно относится к партнёрам и тренерам, а также готов усердно работать ради достижения результата. В начале февраля 2013 года Драммонд получил серьёзную травму спины, из-за которой пропустил почти два месяца. Вернувшись в строй в конце марта, он получил от тренера Лоуренса Фрэнка место в стартовой пятёрке «Пистонс» в паре с Грегом Монро на оставшиеся десять матчей сезона. По итогам сезона Драммонд был включён во вторую сборную новичков сезона и занял четвёртое место в голосовании, определявшем обладателя титула лучшего новичка.
Летом 2013 года руководство «Пистонс» решило сменить тренерский состав и усилить команду новыми игроками. Лоуренса Фрэнка сменил Морис Чикс, вскоре после своего назначения высоко отзывавшийся о Драммонде, особо отмечая готовность молодого игрока учиться. Ассистентом тренера был назначен Рашид Уоллес, который стал персональной заниматься с Андре, помогая ему расширить свой технический арсенал в игре под кольцом. Состав команды пополнился Джошем Смитом, который в предыдущие годы играл на позиции тяжёлого форварда, но в «Детройте» стал лёгким форвардом. Монро переместился с позиции центрового на позицию тяжёлого форварда, а Драммонд занял его прежнее место в стартовой пятёрке команды. Эти изменения превратили «Пистонс» в команду с самыми высокими и атлетичными игроками передней линии в лиге.
Однако эксперимент с тремя большими игроками в передней линии оказался неудачным. Весь сезон трио Драммонд, Монро, Смит не показывало ожидаемого результата, слабо действуя как в атаке, так и в защите. Среди других троек игроков в середине сезона 2013/2014 передняя линия «Пистонс» оказывалась статистически среди худших по набранным их соперниками очкам. В то же время отсутствие одного из этих трёх игроков на площадке положительно сказывалось на игре команды. «Детройт» вновь провёл слабый сезон, который закончился для команды на 11-м месте в слабой Восточной конференции. Однако Драммонд, получивший большего игрового времени, заметно прогрессировал по сравнению со своим дебютным сезоном. Он занял первое место в лиге по подборам в нападении (440), второе по подборам в среднем за игру (13,2), седьмое по блок-шотам (131) и десятое по блок-шотам за игру (1,6), также он был вторым в лиге по проценту реализации бросков с игры (62,3 %). В Матче новичков он хорошо проявил себя, набрав 30 очков и сделав 25 подборов, чем заслужил титул самого ценного игрока матча.

##### «Пистонс» Стэна Ван Ганди
В мае 2014 года на должность главного тренера «Пистонс» пришёл Стэн Ван Ганди, ставший также президентом клуба по баскетбольным операциям вместо Джо Думарса, находившегося на этом посту 14 лет. Стремясь уйти от не сработавшей при Чиксе схеме с тремя большими игроками, Ван Ганди на тренировках стал наигрывать Смита на позиции тяжёлого форварда. Обозреватели сходились во мнении, что из пары Монро и Смит в стартовой пятёрке будет играть только один. Центральное место Драммонда в планах тренера сомнений не вызывало — у Ван Ганди уже имелся большой опыт по созданию команды-претендента на чемпионство вокруг талантливого центрового, который он получил в «Орландо» с Дуайтом Ховардом.
Однако в начале сезона 2014/2015 Ван Ганди вновь использовал схему со Смитом, Монро и Драммондом в стартовой пятёрке, а когда она в очередной раз показала свою неэффективность, стал выпускать Драммонда со скамейки запасных. Эти изменения также не пошли на пользу команде. Команда вновь испытывала проблемы как на стадии завершения атак (причём Джош Смит выполнял больше всех бросков, имея при этом низкий процент реализации — 39 %), так и в обороне. После 28 матчей сезона «Пистонс» одержали всего 5 побед при 23 поражениях, а также имели серию из 12 подряд поражений на домашней площадке. В декабре 2014 года Ван Ганди пошёл на решительный шаг и отчислил Смита из команды. Перестроение состава немедленно сказалась на результатах команды, которая провела серию из 12 побед и 3 поражений. После травмы основного разыгрывающего Брендона Дженнингса вновь начался спад. В концовке сезона, которая уже ничего не решала для потерявших шансы на попадание в плей-офф «Пистонс», Драммонд установил личный рекорд результативности, набрав 32 очка в матче с «Майами Хит».
Летом 2015 года Ван Ганди продолжил изменение состава «Пистонс», отказавшись от Грега Монро. Теперь команда представляла собой группу хорошо бросающих издали игроков вокруг единственного ярко выраженного игрока трёхсекундной зоны в лице Драммонда. На позицию тяжёлого форварда вместо Монро были взяты Эрсан Ильясова и Маркус Моррис, способные играть и на периметре, давая Драммонду больше свободного пространства. Изменения в составе себя оправдали. В регулярном сезоне 2015/2016 «Детройт» занял восьмое место в Восточной конференции и вышел в плей-офф, где уже в первом раунде уступил «Кливленд Кавальерс» со счётом 4:0. Для Драммонда сезон стал успешным и в индивидуальном плане, он стал лидером среди игроков лиги по подборам в среднем за игру (14,8) и дабл-даблам (66). При этом он обновил и антирекорд НБА в реализации штрафных бросков, его 35,5 % попаданий стали худшим результатом в истории лиги. В феврале 2016 года Драммонд впервые выступил на Матче всех звёзд НБА. По итогам сезона 2015/2016 Андре был включён в третью сборную всех звёзд НБА.
После завершения сезона 2015/2016 истёк срок действия первого контракта Драммонда, от продления контракта игрок и его клуб отказались. Таким образом, в летнее межсезонье 2016 года Драммонд становился ограниченно свободным агентом. Но ещё до начала утверждённого ассоциацией периода для подписания контрактов и проведения обменов «Пистонс» договорились с Андре о заключении нового пятилетнего контракта на максимально возможную сумму в 130 млн долларов, причём после четырёх сезонов игрок может досрочно прекратить действие соглашения и стать свободным агентом. Официально контракт вступил в силу 15 июля 2016 года.
В регулярном сезоне 2016/2017 «Пистонс» выступили слабо, одержав лишь 37 побед в 82 матчах и не попав в плей-офф. Статистические показатели Драммонда немного ухудшились по сравнению с предыдущим сезоном. В феврале 2017 года Стэн Ван Ганди заявил, что в команде неприкасаемых нет, и любой игрок может быть обменян в другой клуб. В то же время сообщалось, что Драммонд фигурирует в ряде потенциальных сделок, но игрок остался в Детройте после окончания периода обменов.

##### Лидер лиги по подборам
На протяжении следующих трёх сезонов Драммонд занимал первое место в НБА по количеству подборов за игру с 16 подборами в сезоне 2017/18, 15,6 в сезоне 2018/19 и 15,2 в сезоне 2019/2020. Таким образом, центровой «Детройта» три года закончил с 15 и больше подборов за игру — столько же, сколько у всех остальных игроков лиги вместе взятых за последние 20 сезонов.
Сезон 2017/18 стал для центрового лучшим с начала карьеры. Его 16 подборов в среднем за игру регулярного сезона были лучшим показателем в лиге за два десятилетия — с тех пор как в сезоне 1996/97 аналогичный показатель у Денниса Родмана составил 16,05. Он также улучшил свои показатели в ряде других статистических категорий, делая, в частности, 1,7 блок-шота за игру против 1,1 в предыдущем сезоне. Количество результативных передач за игру в его исполнении возросло с 1,1 до 3,9 в первой половине сезона и 1,7 во второй (разница между первой и второй половинами сезона связана с приходом в команду в январе Блейка Гриффина, после чего Драммонд перестал играть ключевую роль в организации атак «Пистонс»). Процент его попаданий со штрафных бросков вырос с 38,6 % до 60,5 %, а эффективность атаки с игры улучшилась после того, как он почти полностью отказался от бросков крюком с большой дистанции. Перед матчем всех звёзд 2018 года Драммонд стал игроком Восточной конференции, получившим наибольшее количество голосов от тренеров из числа кандидатов, не попавших в команду напрямую. Однако из-за травмы Джона Уолла он был вызван на матч в составе команды Леброна Джеймса. Этот матч всех звёзд стал вторым в карьере Драммонда.
В сезоне 2018/19 «Пистонс» возглавил только что признанный тренером года Дуэйн Кейси, который вывел команду в плей-офф впервые за три года, хотя там она снова проиграла без шансов в первом же раунде победителю регулярного чемпионата «Милуоки Бакс» (0-4). Личные показатели Драммонда продолжали улучшаться и в этом сезоне: он не только второй год подряд занял первое место в лиге по числу подборов за игру, но и приносил команде в среднем по 17,3 очка за матч. Драммонд стал первым игроком НБА за 30 лет, набиравшим в среднем за игру больше 15 очков и 15 подборов; в последний раз до него это удавалось Мозесу Мэлоуну в сезоне 1978/79. По количеству подборов в атаке он вышел на первое место в истории клуба, обойдя по этому показателю Билла Лэймбира. Особенно хорошо Драммонд провёл заключительный отрезок сезона, когда «Пистонс» после зимнего провала (9 побед при 22 поражениях) сумели обеспечить себе место в плей-офф: в этот период результативность его попаданий с игры превысила 58 %. Дважды за это время — 11 марта и 1 апреля 2019 года — НБА признавала центрового «Детройта» игроком недели в Восточной конференции.
Сезон 2019/20 «Пистонс» начинали с опорой на тройку игроков в лице Драммонда, Гриффина и Реджи Джексона, но двое последних пропустили много игрового времени из-за травм, и в итоге Драммонд оставался на площадке в окружении молодых, недостаточно опытных партнёров. Хотя сам он продолжал играть на хорошем уровне, к февралю команда одержала лишь 19 побед при 34 поражениях.

#### «Кливленд Кавальерс»
6 февраля 2020 года состоялся обмен между «Детройтом» и ещё одним переживающим трудные времена клубом НБА — «Кливленд Кавальерс», имевшим к тому времени баланс побед и поражений 13-39. «Кавальерс», получив Драммонда, отдали за него форварда Джона Хенсона, защитника Брэндона Найта и пик во втором раунде драфта 2023 года. За остаток регулярного сезона, прерванного из-за пандемии COVID-19, центровой успел сыграть лишь 8 матчей за новый клуб, закончивший год с 19 победами при 46 поражениях.
Драммонд начал последний год своего пятилетнего контракта в составе «Кавальерс». Как и с «Пистонс», он показывал высокие результаты, набирая в среденем по 17,5 очка и 13,5 подбора за игру, но его команда из первых 14 матчей выиграла только половину. Роль Драммонда была пересмотрена после того, как «Кливленд» совершил в январе 2021 года очередной обмен, получив в состав более молодого центрового Джарретта Аллена. В феврале Драммонда полностью отстранили от игр, и клуб дал понять, что готовится обменять его. Препятствием в реализации этого плана стала высокая зарплата центрового (28,7 млн долларов), и «Кливленду» не удалось найти желающих её платить; в итоге клуб согласился взять на себя остаток зарплаты Драммонда, и тот стал свободным агентом.

#### «Лос-Анджелес Лейкерс» и «Филадельфия Севенти Сиксерс»
28 марта 2021 года контракт с Драммондом заключили действующие чемпионы НБА «Лос-Анджелес Лейкерс», нуждавшиеся в классическом центровом силового типа после ухода в 2020 году Джавейла Макги и Дуайта Ховарда. Хотя в составе команды уже были два центровых высокого класса, Марк Газоль и Монтрез Харрелл, Драммонду было обещано место в стартовом составе. В результате он в среднем проводил на площадке почти по 25 минут за игру и постоянно включался в стартовую пятёрку. Ситуация изменилась в плей-офф, когда место ведущего центрового вернулось к Газолю, а Драммонд вообще не получил игрового времени в решающей игре серии против «Финикса». Несмотря на этот шаг, «Лейкерс», занявшие в регулярном сезоне седьмое место в конференции, проиграли серию и окончательно выбыли из борьбы за титул.
По завершении сезона контракт «Лейкерс» с Драммондом не был продлён, и он получил статус свободного агента. В начале августа 2021 года с ним заключил контракт на один год клуб «Филадельфия Севенти Сиксерс». Контракт был заключён на минимальную для игроков-ветеранов сумму.

#### Бруклин Нетс
10 февраля 2022 года Драммонд был обменян вместе с Беном Симмонсом, Сетом Карри и двумя будущими выборами в первом раунде драфта в «Бруклин Нетс»  на Джеймса Хардена и Пола Миллсэпа. 14 февраля, в своем дебюте за «Нетс», Драммонд набрал 11 очков и девять подборов в победе над «Сакраменто Кингз». 23 февраля Драммонд сменил свой номер с 4 на 0, поскольку Джевон Картер был отчислен.

#### Чикаго Буллз (2022—2024)
6 июля 2022 года Драммонд подписал контракт с «Чикаго Буллз» на два года и 6,6 млн долларов.

#### Филадельфия Севенти Сиксерс (2024—настоящее время)
1 июля 2024 года Андре Драммонд на правах свободного агента подписал контракт с «Филадельфией Севенти Сиксерс» на 2 года и 10 млн долларов.

### Выступления за сборную

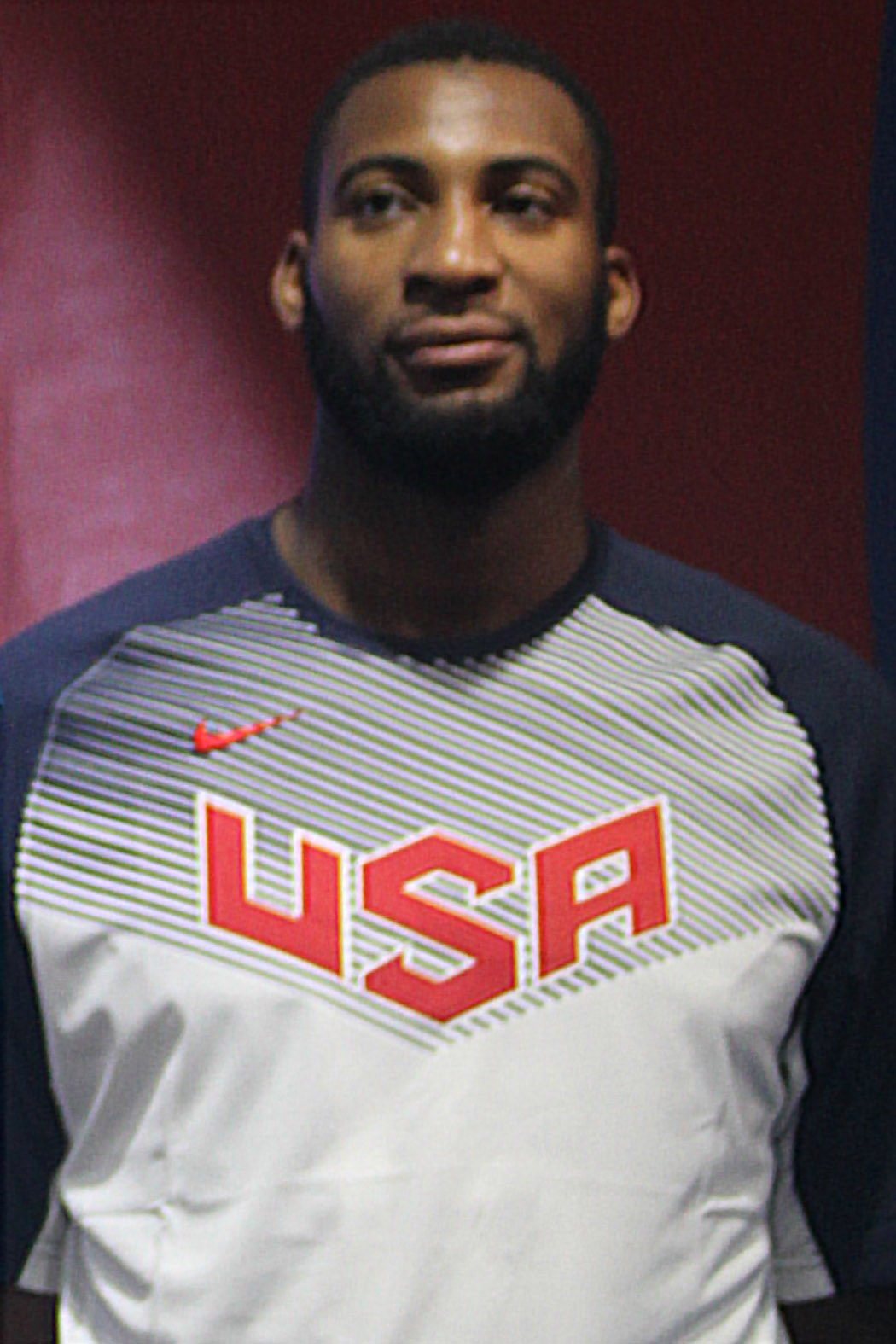
Драммонд в сборной США в 2014 году

28 мая 2009 года Драммонд был включён в расширенный состав молодёжной сборной США. Он выступал за неё на чемпионате Америки 2009 года среди юношей до 16 лет, проходившем в аргентинском городе Мендоса. Набирая в среднем за игру 8,6 очка, 6,8 побора и 1,8 блок-шота, Андре помог американской сборной выиграть все пять матчей на турнире и стать его победителем. В следующем году он играл за сборную на чемпионате мира среди юношей до 17 лет. Вновь сборная США выиграла все матчи чемпионата и завоевала золотые медали.
23 января 2014 года Драммонд был самым младшим из игроков, включённых в расширенный состав взрослой сборной США на турнирный цикл 2014—2016 годов. Менеджер Джерри Коланжело и главный тренер Майк Кшижевски взяли Драммонда в сборную, поскольку видели необходимость в усилении передней линии на случай, если соперниками американцев в финале окажутся испанские баскетболисты, в составе которых имелись высокорослые игроки высокого класса. Андре принимал участие в показательной игре в Лас-Вегасе, где набрал 4 очка и сделал 5 подборов за 14 минут игрового времени. Кшижевски, комментируя выбор Драммонда, говорил, что Андре ждёт большое будущее в американской сборной, если он продолжит развиваться. 23 августа 2014 года Драммонд был включён в заявку сборной США на чемпионат мира 2014, проходившем в Мадриде. Он был третьим центровым команды (после Энтони Дэвиса и Демаркуса Казинса), выходя со скамейки, принял участие в восьми играх из девяти, проведённых американской сборной на турнире, в том числе играл в финальном матче против команды Сербии. Не встретив достойного сопротивления, сборная США одержала девять побед и выиграла титул чемпиона мира.
В августе 2015 года Драммонд вместе с десятью другими игроками команды, победившей на предыдущем чемпионате мира, был приглашён в лагерь национальной сборной в Лас-Вегасе, где проводился просмотр кандидатов на участие в летних Олимпийских играх 2016 года. В двусторонней игре он отметился 27 очками и 16 подборами. В июне 2016 года Драммонд отказался от выступления на Олимпийских играх, чтобы отдохнуть перед осенними тренировочными сборами.

## Стиль игры

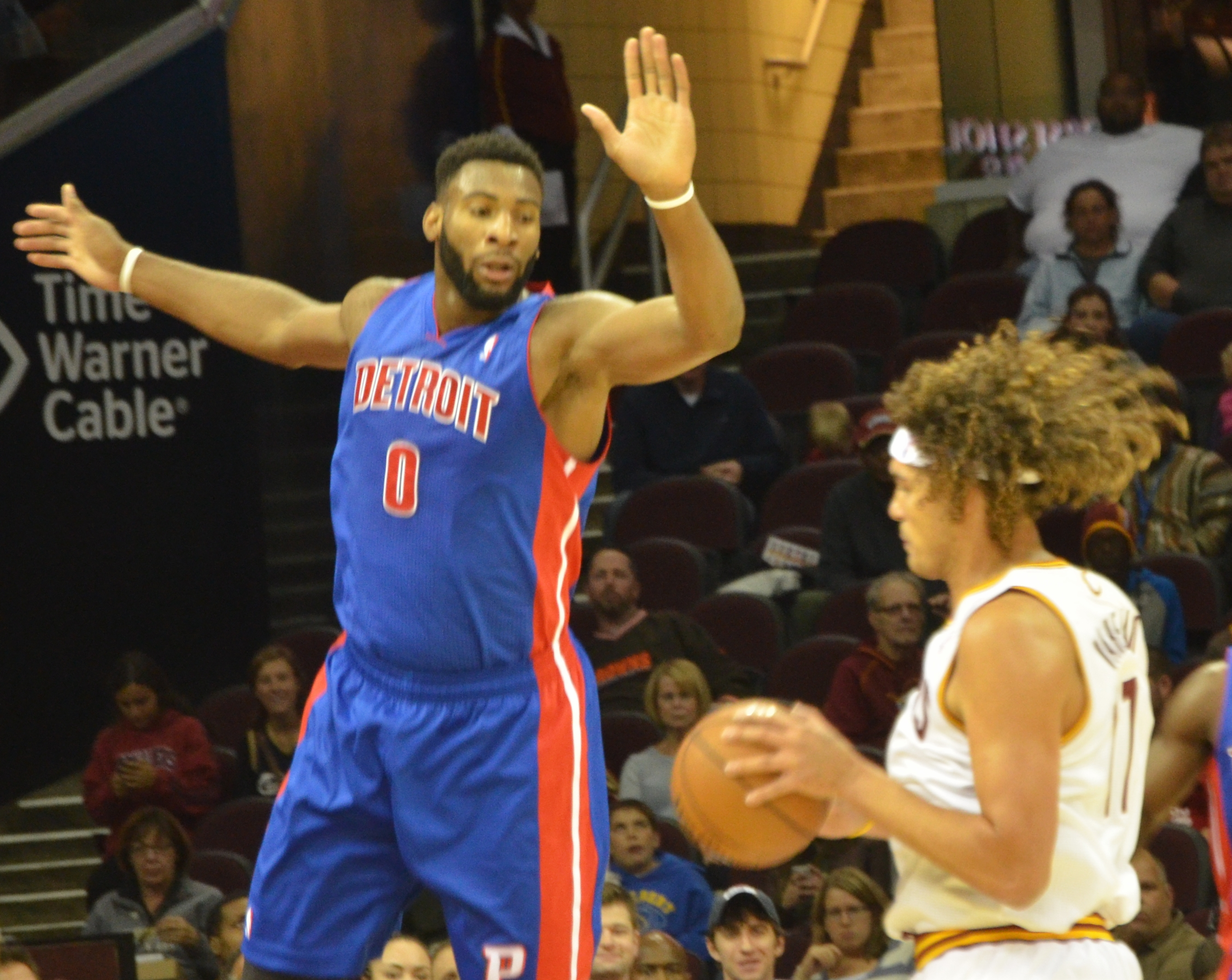
Драммонд защищается против Андерсона Варежао

Андре Драммонд — атлетичный центровой, обладающий высоким ростом (211 см) и широким размахом рук (229 см). Габариты позволяют ему очень эффективно действовать на подборах, как под своим кольцом, так и под кольцом противника. По словам самого Андре, в то время как других игроков заботят набранные очки и сделанные передачи, его цель — это делать по 20 подборов в каждой игре. В сезоне 2014/2015 он в среднем за 36 минут, проведённых на площадке, делал 15,9 подбора, что является лучшим показателем в лиге. Он также становился лучшим в НБА по подборам три года подряд в сезонах 2017/2018, 2018/2019 и 2019/2020 (соответственно 16,0, 15,6 и 15,2 подбора за игру). Длинные руки и высокий прыжок позволяют Драммонду хорошо ставить блок-шоты, при этом он слабо работает ногами, не очень хорошо читает намерения противника и не всегда удачно выбирает позицию.
При игре в нападении Драммонд эффективно действует в розыгрыше пик-н-роллов, ставя заслоны, а затем открываясь под кольцом для передачи. В случае, если пик-н-ролл заканчивается передачей на Андре, он успешно завершает атаку в 80 % случаев. Драммонд не обладает большим арсеналом атакующих приёмов, предпочитая бесхитростные атаки в силовой манере, в частности слэм-данки. Поскольку основную массу своих бросков он делает с близкой дистанции, по проценту реализации бросков с игры Андре входит в число лидеров НБА, однако в цель попадает лишь треть его бросков, сделанных с расстояния в пределах 1-2,5 метров от кольца. С расстояния свыше 2,5 метров Драммонд бросает крайне редко, в сезоне 2014/2015 он всего два раза забросил мяч в кольцо из этой зоны. Основные манёвры, которые Андре использует в игре под кольцом — это бросок крюком, лэй-ап с разворотом и финт головой и плечом. Роль, отводимая клубами Драммонду как традиционному центровому, ограничена борьбой под кольцом и участием в защите, хотя он пытается разнообразить свою игру, пробуя выступать в качестве плеймейкера или выполнять трёхочковые броски.

## Личная жизнь
В сентябре 2013 года Драммонд недолго встречался с актрисой Дженнет Маккарди, известной по молодёжному сериалу «АйКарли», после того как познакомился с ней через Twitter. Уже через несколько недель их отношения закончились, успев стать популярной темой обсуждений в таблоидах и социальных сетях. История получила продолжение, когда в марте 2014 года в интернете появились три личные фотографии Маккарди. Актриса обвинила Драммонда в том, что именно он выложил их в сеть, поскольку был единственным получателем. Андре заявил, что не имеет отношения к этой утечке.
С самого детства Драммонд носил кроссовки бренда Air Jordan. Придя в НБА, он появлялся на площадке только в обуви этой марки. В годовщину массового убийства в начальной школе «Сэнди-Хук» Драммонд почтил память жертв, написав их имена на кроссовках, в которых он вышел на игру, а также пожертвовав школе свои майки. В июне 2014 года Драммонд подписал спонсорский контракт с Air Jordan, став официальным представителем этого бренда.

## Статистика

### Статистика в НБА
| Сезон                                                                                    | Команда     | Регулярный сезон | Регулярный сезон | Регулярный сезон | Регулярный сезон | Регулярный сезон | Регулярный сезон | Регулярный сезон | Регулярный сезон | Регулярный сезон | Регулярный сезон | Регулярный сезон | Серия плей-офф | Серия плей-офф | Серия плей-офф | Серия плей-офф | Серия плей-офф | Серия плей-офф | Серия плей-офф | Серия плей-офф | Серия плей-офф | Серия плей-офф | Серия плей-офф |
| Сезон                                                                                    | Команда     | GP               | GS               | MPG              | FG%              | 3P%              | FT%              | RPG              | APG              | SPG              | BPG              | PPG              | GP             | GS             | MPG            | FG%            | 3P%            | FT%            | RPG            | APG            | SPG            | BPG            | PPG            |
| ---------------------------------------------------------------------------------------- | ----------- | ---------------- | ---------------- | ---------------- | ---------------- | ---------------- | ---------------- | ---------------- | ---------------- | ---------------- | ---------------- | ---------------- | -------------- | -------------- | -------------- | -------------- | -------------- | -------------- | -------------- | -------------- | -------------- | -------------- | -------------- |
| 2012/13                                                                                  | Детройт     | 60               | 10               | 20,7             | 60,8             | 50,0             | 37,1             | 7,6              | 0,5              | 1,0              | 1,6              | 7,9              | Не участвовал  | Не участвовал  | Не участвовал  | Не участвовал  | Не участвовал  | Не участвовал  | Не участвовал  | Не участвовал  | Не участвовал  | Не участвовал  | Не участвовал  |
| 2013/14                                                                                  | Детройт     | 81               | 81               | 32,3             | 62,3             | 0,0              | 41,8             | 13,2             | 0,4              | 1,2              | 1,6              | 13,5             | Не участвовал  | Не участвовал  | Не участвовал  | Не участвовал  | Не участвовал  | Не участвовал  | Не участвовал  | Не участвовал  | Не участвовал  | Не участвовал  | Не участвовал  |
| 2014/15                                                                                  | Детройт     | 82               | 82               | 30,5             | 51,4             | 0,0              | 38,9             | 13,5             | 0,7              | 0,9              | 1,9              | 13,8             | Не участвовал  | Не участвовал  | Не участвовал  | Не участвовал  | Не участвовал  | Не участвовал  | Не участвовал  | Не участвовал  | Не участвовал  | Не участвовал  | Не участвовал  |
| 2015/16                                                                                  | Детройт     | 81               | 81               | 32,9             | 52,1             | 33,3             | 35,5             | 14,8             | 0,8              | 1,5              | 1,4              | 16,2             | 4              | 4              | 32,8           | 51,9           | 0,0            | 32,4           | 9,0            | 0,0            | 0,3            | 1,5            | 16,8           |
| 2016/17                                                                                  | Детройт     | 81               | 81               | 29,7             | 53,0             | 28,6             | 38,6             | 13,8             | 1,1              | 1,5              | 1,1              | 13,6             | Не участвовал  | Не участвовал  | Не участвовал  | Не участвовал  | Не участвовал  | Не участвовал  | Не участвовал  | Не участвовал  | Не участвовал  | Не участвовал  | Не участвовал  |
| 2017/18                                                                                  | Детройт     | 78               | 78               | 33,7             | 52,9             | 0,0              | 60,5             | 16,0             | 3,0              | 1,5              | 1,6              | 15,0             | Не участвовал  | Не участвовал  | Не участвовал  | Не участвовал  | Не участвовал  | Не участвовал  | Не участвовал  | Не участвовал  | Не участвовал  | Не участвовал  | Не участвовал  |
| 2018/19                                                                                  | Детройт     | 79               | 79               | 33,5             | 53,3             | 13,2             | 59,0             | 15,6             | 1,4              | 1,7              | 1,7              | 17,3             | 4              | 4              | 31,8           | 44,4           | 0,0            | 42,9           | 13,0           | 2,3            | 1,5            | 1,3            | 14,3           |
| 2019/20                                                                                  | Детройт     | 49               | 48               | 33,8             | 53,0             | 4,8              | 58,4             | 15,8             | 2,8              | 2,0              | 1,7              | 17,8             | Не участвовал  | Не участвовал  | Не участвовал  | Не участвовал  | Не участвовал  | Не участвовал  | Не участвовал  | Не участвовал  | Не участвовал  | Не участвовал  | Не участвовал  |
| 2019/20                                                                                  | Кливленд    | 8                | 8                | 28,1             | 55,2             | 28,6             | 51,3             | 11,1             | 1,8              | 1,5              | 1,4              | 17,5             | Не участвовал  | Не участвовал  | Не участвовал  | Не участвовал  | Не участвовал  | Не участвовал  | Не участвовал  | Не участвовал  | Не участвовал  | Не участвовал  | Не участвовал  |
| 2020/21                                                                                  | Кливленд    | 25               | 25               | 28,9             | 47,4             | 0,0              | 59,7             | 13,5             | 2,6              | 1,6              | 1,2              | 17,5             | Не участвовал  | Не участвовал  | Не участвовал  | Не участвовал  | Не участвовал  | Не участвовал  | Не участвовал  | Не участвовал  | Не участвовал  | Не участвовал  | Не участвовал  |
| 2020/21                                                                                  | Лейкерс     | 21               | 21               | 24,8             | 53,1             | -                | 60,5             | 10,2             | 1,4              | 1,1              | 1,0              | 11,9             | 5              | 5              | 21,0           | 59,4           | -              | 70,0           | 11,0           | 0,0            | 0,8            | 0,6            | 9,0            |
| 2021/22                                                                                  | Филадельфия | 49               | 12               | 18,4             | 53,8             | 0,0              | 51,2             | 8,8              | 2,0              | 1,1              | 0,9              | 6,1              | Не участвовал  | Не участвовал  | Не участвовал  | Не участвовал  | Не участвовал  | Не участвовал  | Не участвовал  | Не участвовал  | Не участвовал  | Не участвовал  | Не участвовал  |
| 2021/22                                                                                  | Бруклин     | 24               | 24               | 22,3             | 61,0             | 0,0              | 53,7             | 10,3             | 1,4              | 0,9              | 1,0              | 11,8             | 4              | 4              | 15,0           | 54,5           | -              | 60,0           | 3,0            | 0,8            | 1,3            | 0,8            | 3,8            |
| 2022/23                                                                                  | Чикаго      | 67               | 0                | 12,7             | 60,6             | 0,0              | 53,6             | 6,6              | 0,5              | 0,7              | 0,4              | 6,0              | Не участвовал  | Не участвовал  | Не участвовал  | Не участвовал  | Не участвовал  | Не участвовал  | Не участвовал  | Не участвовал  | Не участвовал  | Не участвовал  | Не участвовал  |
| 2023/24                                                                                  | Чикаго      | 79               | 10               | 17,1             | 55,6             | 0,0              | 59,2             | 9,0              | 0,5              | 0,9              | 0,6              | 8,4              | Не участвовал  | Не участвовал  | Не участвовал  | Не участвовал  | Не участвовал  | Не участвовал  | Не участвовал  | Не участвовал  | Не участвовал  | Не участвовал  | Не участвовал  |
| 2024/25                                                                                  | Филадельфия | 40               | 23               | 18,8             | 50,0             | 15,0             | 62,2             | 7,8              | 0,9              | 1,0              | 0,5              | 7,3              | Не участвовал  | Не участвовал  | Не участвовал  | Не участвовал  | Не участвовал  | Не участвовал  | Не участвовал  | Не участвовал  | Не участвовал  | Не участвовал  | Не участвовал  |
|                                                                                          | Всего       | 904              | 663              | 26,8             | 54,2             | 12,9             | 48,6             | 12,1             | 1,2              | 1,3              | 1,3              | 12,5             | 17             | 17             | 24,9           | 51,0           | 0,0            | 42,9           | 9,1            | 0,7            | 0,9            | 1,0            | 10,8           |
| Наведите курсор мыши на аббревиатуры в заголовке таблицы, чтобы прочесть их расшифровку. |             |                  |                  |                  |                  |                  |                  |                  |                  |                  |                  |                  |                |                |                |                |                |                |                |                |                |                |                |

### Статистика в NCAA
| Сезон | Команда     | Conf     | Class | GP | GS | MPG  | FG%  | 3P% | FT%  | RPG | APG | SPG | BPG | PPG  |
| --- | ----------- | -------- | ----- | -- | -- | ---- | ---- | --- | ---- | --- | --- | --- | --- | ---- |
| 2011/12 | Коннектикут | Big East | FR    | 34 | 30 | 28,4 | 53,8 | 0,0 | 29,5 | 7,6 | 0,4 | 0,8 | 2,7 | 10,0 |
| Всего | Всего       | Всего    | Всего | 34 | 30 | 28,4 | 53,8 | 0,0 | 29,5 | 7,6 | 0,4 | 0,8 | 2,7 | 10,0 |
| Наведите курсор мыши на аббревиатуры в заголовке таблицы, чтобы прочесть их расшифровку Статистика приведена с сайта sports-reference.com |             |          |       |    |    |      |      |     |      |     |     |     |     |      |